# Kalitea (gmina)
Kalitea (gr. Δήμος Καλλιθέας, Dimos Kaliteas) – gmina w Grecji, w administracji zdecentralizowanej Attyka, w regionie Attyka, w jednostce regionalnej Ateny-Sektor Południowy. Siedzibą i jedyną miejscowością gminy jest Kalitea. W 2011 roku liczyła 100 641 mieszkańców.